# Sikarier
Sikariere (latin,  flertalsformen af Sicarius 'dolk-mænd' eller senere kontrakt-dræber) er et anvendt udtryk, i årtierne umiddelbart før Jerusalems ødelæggelse i 70 e.Kr., (sandsynligvis) til et ekstremistisk udbrydergruppe  fra de jødiske zeloter, der forsøgte at uddrive Romerne og deres partisaner fra Judæa ved hjælp af skjulte dolke (sicae).

## Eksterne kilder og henvisninger
- Nachman Ben-Yehuda: «The Masada Myth: Scholar presents evidence that the heroes of the Jewish Great Revolt were not heroes at all», The Bible and Interpretation